# Rainbow Lakes Estates
Rainbow Lakes Estates är en ort (CDP) i Marion County och Levy County i delstaten Florida i USA. Orten hade 3 438 invånare, på en yta av 42,40 km² (2020). Rainbow Lakes Estates ligger cirka 35 kilometer väster om Ocala.